# Джуніата-Террас (Пенсільванія)
Джуніата-Террас (англ. Juniata Terrace) — місто (англ. borough) в США, в окрузі Міффлін штату Пенсільванія. Населення — 564 особи (2020).

## Географія
Джуніата-Террас розташована за координатами 40°35′8″ пн. ш. 77°34′42″ зх. д. / 40.58556° пн. ш. 77.57833° зх. д. (40.585491, -77.578351).  За даними Бюро перепису населення США в 2010 році місто мало площу 0,43 км², уся площа — суходіл.

## Демографія
Згідно з переписом 2010 року, у селищі мешкали 542 особи в 238 домогосподарствах у складі 152 родин. Густота населення становила 1247 осіб/км².  Було 252 помешкання (580/км²).
Расовий склад населення:
| - 98,0 % — білих - 0,4 % — корінних американців - 0,2 % — азіатів |

До двох чи більше рас належало 1,5 %. Частка іспаномовних становила 1,5 % від усіх жителів.
За віковим діапазоном населення розподілялося таким чином: 24,0 % — особи молодші 18 років, 63,3 % — особи у віці 18—64 років, 12,7 % — особи у віці 65 років та старші. Медіана віку мешканця становила 35,0 року. На 100 осіб жіночої статі у селищі припадало 92,2 чоловіків;  на 100 жінок у віці від 18 років та старших — 88,1 чоловіків також старших 18 років.
Середній дохід на одне домашнє господарство  становив 46 024 долари США (медіана — 31 935), а середній дохід на одну сім'ю — 44 454 долари (медіана — 34 286). Медіана доходів становила 32 969 доларів для чоловіків та 28 704 долари для жінок. За межею бідності перебувало 16,0 % осіб, у тому числі 20,7 % дітей у віці до 18 років та 0,0 % осіб у віці 65 років та старших.
Цивільне працевлаштоване населення становило 336 осіб. Основні галузі зайнятості: освіта, охорона здоров'я та соціальна допомога — 23,2 %, роздрібна торгівля — 18,2 %, виробництво — 15,2 %.